# Here to Stay (альбом Кармен Макрей)
Не следует путать с одноимённым сборником Кармен Макрей 1973 года.
Here to Stay — сборник американской певицы Кармен Макрей, выпущенный в 1992 году на лейбле Decca Jazz в рамках серии «The Legendary Masters of Jazz». В альбом вошли различные записи, сделанные Макрей в 1950-е годы для лейблов Decca и Kapp Records.

## Отзывы критиков
| Оценки критиков                            | Оценки критиков |
| Источник                                   | Оценка          |
| ------------------------------------------ | --------------- |
| AllMusic                                   | [ 2 ]           |
| Encyclopedia of Popular Music              | [ 3 ]           |
| The Rolling Stone Jazz & Blues Album Guide | [ 4 ]           |

Рецензент AllMusic Скотт Яноу заявил, что Макрей превосходно звучит и с маленькой группой, и с большим оркестром, а также отметил, что на протяжении 20 песен слышно, как певица находится в самом расцвете сил, беря высокие ноты, о которых она даже не подумала бы в более поздние годы.

## Список композиций
Carmen McRae
1. «Just One of Those Things» (Коул Портер) — 2:40
2. «Something to Live For» (Дюк Эллингтон, Билли Стрэйхорн) — 3:13
3. «Sometimes I’m Happy» (Ирвинг Сизар, Клиффорд Грей, Винсент Юманс) — 2:33
4. «This Will Make You Laugh» (Ирен Хиггинботэм) — 3:23
5. «Love Is Here to Stay» (Джордж Гершвин, Айра Гершвин) — 2:40
6. «I Can’t Get Started» (Вернон Дюк, Айра Гершвин) — 3:18
7. «Suppertime» (Ирвинг Берлин) — 3:01

Carmen McRae with the Mat Mathews Quintet
1. «My One and Only Love» (Роберт Меллин, Гай Вуд) — 3:10
2. «I’ll Remember April» (Джин Де Пол, Патрисия Джонстон, Дон Рэй) — 2:38
3. «Yardbird Suite» (Чарли Паркер) — 1:58

Carmen McRae with Orchestra Directed by Ernie Wilkins
1. «A Sleepin’ Bee» (Гарольд Арлен, Трумен Капоте) — 2:27
2. «Three Little Words» (Берт Калмар, Гарри Руби) — 1:52
3. «Comes Love» (Лью Браун, Сэм Х. Степт, Чарльз Тобиас) — 2:44
4. «I See Your Face Before Me» (Говард Дитц, Артур Шварц) — 2:22
5. «It’s Love» (Леонард Бернстайн, Бетти Комден, Адольф Грин) — 2:56
6. «How Little We Know» (Кэролин Ли, Филип Спрингер) — 2:28
7. «You Leave Me Breathless» (Ральф Фрид, Фредерик Холландер) — 2:37
8. «That’s for Me» (Оскар Хаммерстайн II, Ричард Роджерс) — 2:47
9. «Falling in Love with Love» (Лоренц Харт, Ричард Роджерс) — 2:14
10. «Love Is a Simple Thing» (Джун Кэрролл, Артур Сигел) — 2:03

## Участники записи
- Кармен Макрей — вокал
- Квинтет Мэта Мэтьюза — аккомпанемент (8-10)
- Мэт Мэтьюз — аккордеон (8-10)
- Винни Дин (10-20), Фил Вудс (11-14, 18-20), Портер Килберт (15-17) — альт-саксофон
- Сол Шлингер — баритон-саксофон (10-20)
- Томми Уильямс (10-20), Уэнделл Маршалл (1-6, 8-10) — бас-гитара
- Пол Фаулиз (10-20) — бас-тромбон
- Манделл Лоу — гитара (1, 3-10)
- Эрни Уилкинс — дирижёр, аранжировщик (11-20)
- Кенни Кларк (1, 3-6, 8-10), Флойд Уильямс (10-20) — ударные
- Херби Мэнн — флейта (8-10)
- Билли Стрэйхорн (2), Кармен Макрей (7), Дик Кац (1, 3-6, 10-20) — фортепиано
- Бадд Джонсон (10-20), Зут Симс (10-20) — тенор-саксофон
- Билли Байерс (10-20), Джимми Кливленд (10-20), Микки Грейвайн (10-20) — тромбон
- Эл Стюарт (10-20), Эрни Ройал (15-20), Джимми Максвелл (11-14), Ленни Джонсон (10-20), Ричард Уильямс (10-20) — труба